# Giovanni Bottesini
Giovanni Paolo Bottesini (Crema, 22 dicembre 1821 – Parma, 7 luglio 1889) è stato un contrabbassista, compositore e direttore d'orchestra italiano. Per le straordinaria abilità nel suonare il suo strumento preferito fu soprannominato "Il Paganini del contrabbasso".

## Biografia

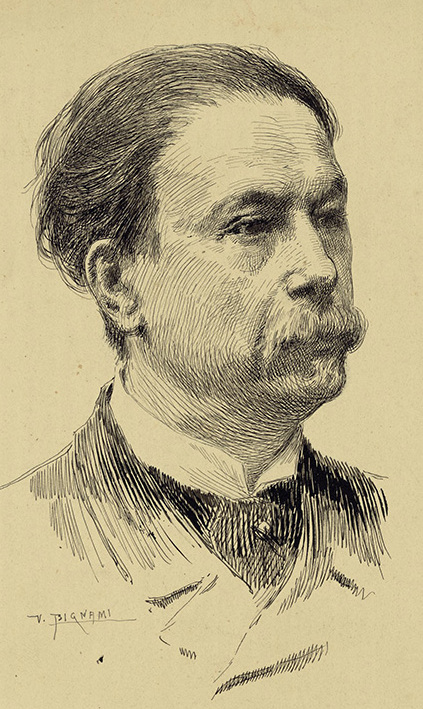
Giovanni Bottesini ritratto da Vespasiano Bignami

Figlio del clarinettista e compositore Pietro e di Maria Bernardina Spinelli, iniziò gli studi musicali all'età di 5 anni. Si diplomò al Conservatorio di Milano nel settembre del 1839, ed ebbe come collega di studi il compositore Francesco Sangalli, il violoncellista Alfredo Piatti e l'anno seguente iniziò la carriera di contrabbassista che lo portò ad esibirsi in Europa e in America, anche in coppia con virtuosi di violino come Luigi Arditi, con il quale si esibì tra il 1846 ed il 1855 a Cuba (Teatro Tacon) e a Città del Messico come direttore d'orchestra e primo contrabbasso al cembalo, al seguito di una compagnia italiana assoldata per l'occasione dall'impresario Francisco Marty y Torrens.
Di pari passo Bottesini si affermò come direttore d'orchestra e compositore.
Il 24 dicembre 1871, prescelto dallo stesso Verdi, diresse la prima assoluta dell'Aida al Teatro chediviale dell'Opera de Il Cairo. Poco prima di morire, grazie all'interessamento dello stesso Verdi, fu nominato direttore del Conservatorio di Parma il 1º gennaio 1889.
Oggi è noto soprattutto per le sue composizioni per contrabbasso. Ma fu anche autore di sette opere, tra cui Ero e Leandro, su libretto di Arrigo Boito.
Il suo Metodo per contrabbasso fu pubblicato da Ricordi nel 1869.
Il 20 giugno 1849 fu iniziato in Massoneria nella loggia di Londra Bank of England n° 263, appartenente alla Gran Loggia Unita d'Inghilterra.
Diresse il 16 maggio 1854 per la prima volta in Messico l'inno nazionale messicano e a cantarlo fu l'italiano Lorenzo Salvi.
Morì a Parma il 7 luglio 1889 e fu sepolto al Cimitero della Villetta, stesso luogo di riposo di Niccolò Paganini.

## Composizioni

### Opere liriche

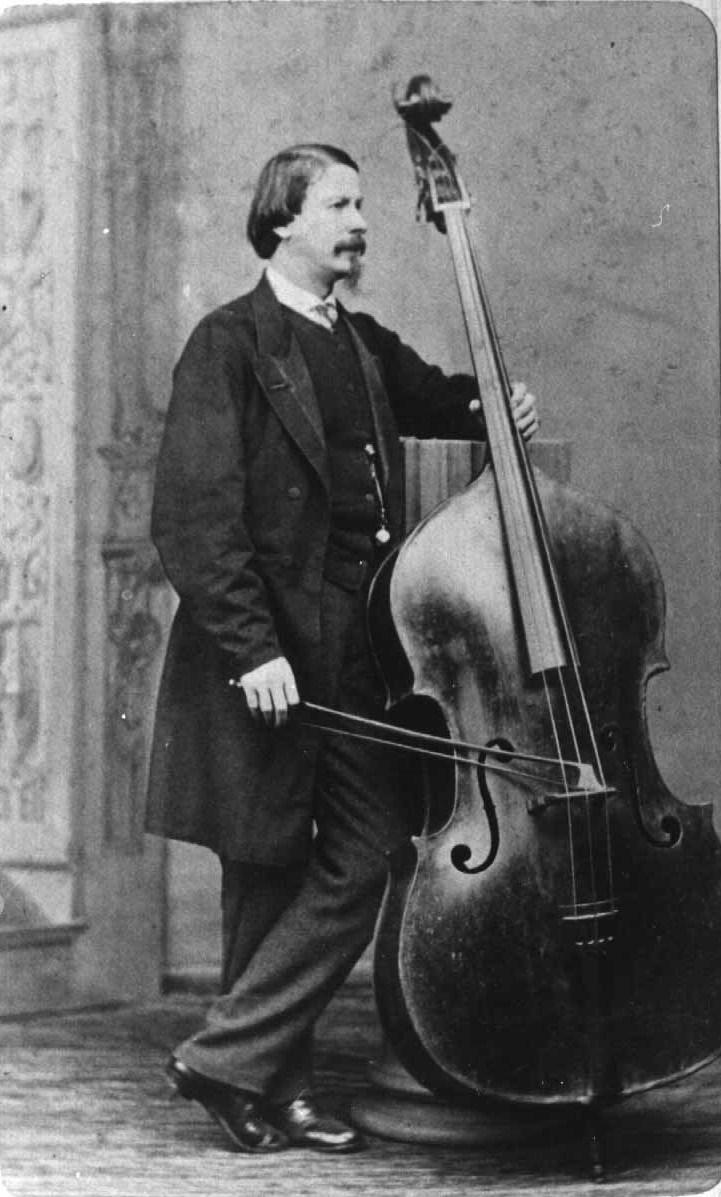
Giovanni Bottesini con il suo contrabbasso costruito da Carlo Antonio Testore

- Colón en Cuba (Cristoforo Colombo), dramma lirico in 1 atto su libretto di Ramón de la Palma e Rafael María de Mendive (31 gennaio 1848, L'Avana, Teatro Tacón)
- L'assedio di Firenze, dramma lirico in 3 atti su libretto di F. Manetta e Carlo Corghi, tratto da Francesco Domenico Guerrazzi (21 febbraio 1856, Parigi, Theâtre des Italiens)
- Il diavolo della notte melodramma semiserio in 4 atti su libretto di Luigi Scalchi (18 dicembre 1858, Milano, Teatro di Santa Radegonda)
- Marion Delorme, opera seria in 3 atti su libretto di Antonio Ghislanzoni (10 gennaio 1862, Palermo, Teatro Bellini)
- Vinciguerra il bandito operetta in 1 atto su libretto di Eugène Hugot e Paul Renard (22 febbraio 1870, Grand Théâtre de Monte Carlo)
- Alì Babà, opera comica, in 4 atti su libretto di Emilio Taddei (17 gennaio 1871, Londra, Lyceum Theatre)
- Ero e Leandro, tragedia lirica in 3 atti su libretto di Tobia Gorrio (alias Arrigo Boito - 11 gennaio 1879, Torino, Teatro Regio diretta da Carlo Pedrotti)
- La regina del Nepal, opera seria in 2 atti su libretto di B. Tommasi da Scaccia (26 dicembre 1880, Torino, Teatro Regio diretta da Pedrotti con Mattia Battistini e Francesco Navarrini)

### Composizioni per orchestra
- Sinfonia in re maggiore (1836)
- Notti arabe (1878)

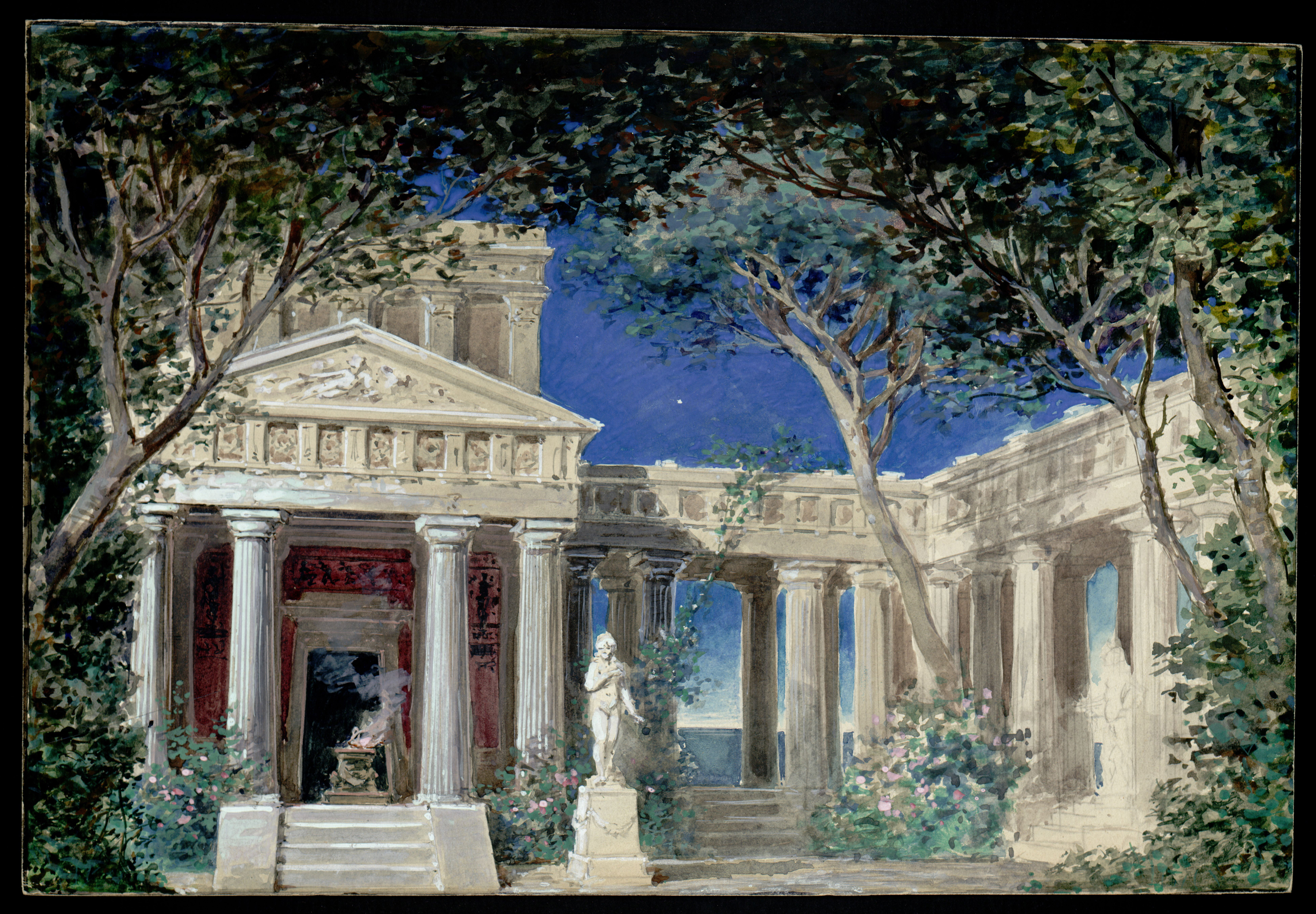
Il tempio di Venere, bozzetto per Ero e Leandro, atto 1 (1879). Archivio Storico Ricordi

- Alba sul Bosforo, per orchestra (1881 al Teatro San Carlo di Napoli)
- Promenade des ombres
- Sinfonia Caratteristica
- Fantasia funebre alla memoria del colonnello Nullo
- Graziella
- Marcia Funebre
- Marcia Orientale
- Margherita
- Ouverture
- Divertimento per corno da caccia e orchestra

### Parafrasi e composizioni originali per contrabbasso e pianoforte o con orchestra
- Fantasia su temi della Sonnambula, per contrabbasso e pianoforte
- Fantasia sulla Beatrice di Tenda di Bellini, per contrabbasso e pianoforte
- Fantasia sulla Lucia di Lammermoor di Donizetti, per contrabbasso e pianoforte
- Nel cor più non mi sento, tema e variazioni sull'aria di Paisiello, op. 23, per contrabbasso e pianoforte
- Adagio melanconico ed appassionato (Elegie par Ernst) con accompagnamento di pianoforte
- Capriccio-Allegretto (Alla Chopin)
- Allegro di concerto (alla Mendelssohn)
- Aria di Bach
- Auld Robin Gray, introduzione e variazioni su una canzone scozzese
- Serenata dal Barbiere di Siviglia
- Introduzione e Bolero per contrabbasso e pianoforte
- Capriccio di Bravura
- Fantasia sul Carnevale di Venezia
- Concerto di bravura
- Concertino in si minore per contrabbasso e orchestra
- Concerto n.1 per contrabbasso e orchestra
- Concerto n.2 per contrabbasso e orchestra
- Contra-Bass Polka per contrabbasso e orchestra
- Elegia n.1 in re maggiore per contrabbasso e pianoforte
- Elegia n.2 in mi minore per contrabbasso e pianoforte
- Elegia n.3 in fa maggiore per contrabbasso e pianoforte
- Introduzione e Gavotta per contrabbasso e pianoforte
- Melodia per contrabbasso e pianoforte
- Romanza Patetica per contrabbasso e pianoforte
- Introduzione e Tarantella per contrabbasso e pianoforte o orchestra
- Fantasia sul Trovatore di Giuseppe Verdi per contrabbasso e pianoforte
- 3 Grandi Duetti per due Contrabbassi
- Capriccio a due contrabbassi con pianoforte
- Concerto a due contrabbassi
- Passione amorosa per contrabbasso e pianoforte o orchestra

### Musica da camera
- Quartetto in Si minore
- Quartetto in Si bemolle maggiore n.2 op.2
- Quartetto in Re maggiore
- Quartetto in Fa diesis minore n.3
- Quartetto in Mi bemolle maggiore
- Quartetto n.6 in Mi minore
- Gran quintetto in Do minore n. 1
- Quintetto n.2 in Mi minore
- Quintetto n.3 in La maggiore
- Quintetto n.4 in Fa maggiore
- Gran duo concertante per Violino e Contrabbasso
- Morceaux per Viola e Pianoforte
- Rêverie per Viola e Pianoforte
- Capriccio per Violoncello e Pianoforte
- Tre melodie per Violoncello e Pianoforte
- Rêverie per Violoncello e Pianoforte
- Fugue in A minor per Pianoforte
- Preludio per Pianoforte
- 3 polke per Pianoforte: Arlecchino, Brighella, La Tremblante
- Duo concertant sur les thèmes des Puritains, pour violoncello et contrebasse

### Composizioni vocali e musica sacra
- Il Giardino degli Ulivi, oratorio (12 ottobre 1887, Norwich Festival)
- Messa di Requiem (24 marzo 1880, Torino, Teatro Regio)
- Preghiera
- Salve Maria
- Tantum Ergo
- Il contrabbandiere
- Cosa è Dio, Cosa è Satana
- Madre, adorata immagine
- Une bouche aimée
- Tutto il mundo serra in me
- L'abbandonata
- Ad Ischia
- L'addio di un Viggianese
- L'alba che sorge
- L'amour
- Un bacio
- Il bacio d'un angiolo
- Il bacio più dolce
- Un bacio solo
- La campana del mio villaggio
- Il camposanto (Quando cadran le foglie)
- Canta Roberto
- Le chegrin de Jeanne (Il lamento della Ghisa)
- Che cosa è Dio? Che cosa è Satana?
- Ci divide l'ocean
- La cloche du village*
- Il contrabbandiere (Su pei gioghi)
- Le desespoir
- Di Nizza la vecchia bandiera
- Dove è più questa Napoli
- Dove fuggiste mai
- È il pianto del mio cor!
- Il fantasma
- La fidanzata del demonio
- Una foglia
- Guardami ancor
- Io vi raggiungo alfin
- Je ne suis q'une pauvre enfant
- Je t'aime
- Io vo' cercando
- Love admour
- Lucifero
- Magari!
- Mamma!
- La marthyre chrétienne
- Melodia
- Mezzanotte
- Ne quittons pas notre fôret
- La nostra canzone
- Only the stars?
- La ninna nanna
- Il passato
- Per lei
- Il pianto
- La piccola mendica
- La plus fidèle
- Una preghiera
- La rimembranza
- Romanza
- Sempre nell'estasi
- Serenata
- Si j'etais roi
- The smuggler
- Sognai
- Solo
- Something tells me so
- La spagnoletta
- Thy knight am I
- Torna o mio bello
- Tre ariette
- Tutto per me tu sei